# Биттерфельдский путь

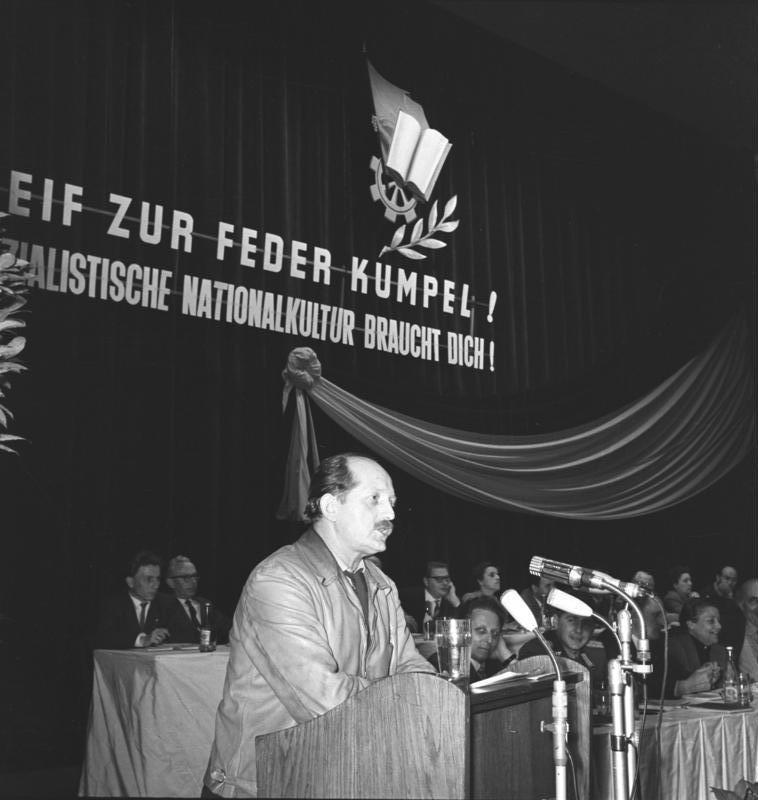
Выступление писателя Эрвина Штриттматтера на 1-й Биттерфельдской конференции 24 апреля 1959 года

Биттерфельдский путь (нем. Bitterfelder Weg) — программа развития социалистической культуры в ГДР, принятая в 1959 году и направленная на создание самостоятельной социалистической национальной культуры, которая должна была наиболее полным образом удовлетворять растущие художественно-эстетические потребности трудящихся.

## История
Программа Биттерфельдский путь получила своё название по состоявшейся 24 апреля 1959 года на биттерфельдском народном химическом предприятии (VEB Chemiekombinat Bitterfeld) писательской конференции, на которой предстояло ответить на вопросы, облегчающие активное участие трудящихся в культурной жизни страны. По мере того, как строительство социализма в ГДР под руководством рабочего класса вступало в свою завершающую фазу, должны были окончательно преодолены такие пережитки прошлого, как разделение искусства и реальной жизни общества. Художники и кисти, и слова должны стоять на стороне народа в строительстве им новой жизни, не отделять себя от народных насущных потребностей. В связи с этим художники и писатели должны создавать свои произведения также и на фабриках и заводах, поддерживая этим трудовой порыв масс.
Значительная часть директив по организации этой новой культурной политики исходила лично от руководителя партии СЕПГ и страны Вальтера Ульбрихта и проходила под лозунгом: Берись за перо, друг, социалистическая немецкая национальная культура нуждается в тебе! («Greif zur Feder, Kumpel, die sozialistische deutsche Nationalkultur braucht dich!»). Уже на V съезде СЕПГ в 1958 году В.Ульбрихт обрисовывает задачу: «В государстве и народном хозяйстве рабочий класс ГДР уже стал хозяином. Теперь он должен овладеть вершинами культуры и стать её обладателем». В результате кампании после 1-й Биттерфельской конференции в ГДР стало активно развиваться и поддерживаться самодеятельное искусство при помощи регулярно организуемых «рабочих фестивалей».
На проходившей 24-25 апреля 1964 года 2-й Биттерфельдской конференции перед работниками искусства ставилась задача способствовать развитию у членов нового общества социалистической сознательности и социалистической личности. Однако уже к декабрю 1965 года развитие программы Биттерфельдский путь фактически начинает приостанавливаться. В апреле 1967 года, на VII съезде СЕПГ, была предпринята ещё одна попытка оживить эту культурную политику. Развитие культуры ГДР по Биттерфельдскому пути было включено на съезде в официальную партийную программу.
Требуемое согласно Биттерфельдскому пути объединение профессионального и любительского искусства привело к растущему сопротивлению со стороны некоторых видных деятелей культуры ГДР — таких, как Криста Вольф, Стефан Гейм и Петер Хакс, а также к полемике о общественных задачах искусства. Особенно художники опасались усиления пропагандистских тенденций и вмешательства идеологического аппарата в дела свободного культурного творчества. В результате прокламируемое сотрудничество писателей и народных предприятий в 1960-е годы было достаточно ограниченным. Также и художники без особого воодушевления отправлялись создавать свои полотна на заводы и фабрики. Для живописцев, не желавших подчиняться государственной линии в области культуры в ГДР были созданы особые галереи, где они могли проводить свои форумы (например, галерея Конкрет в Берлине).